# Fernand Vix
Fernand Vix (Sand, 1876. október 26. – Neuilly-sur-Seine, 1941. március 21.) francia hivatásos katona, 1918–19-ben a szövetséges hatalmak budapesti katonai bizottságának vezetője. Neve a magyar történelemben összeforrt az antant hatalmaknak a párizsi békekonferencia február 26-i rendelkezéseit ismertető jegyzékével, amelyet 1919. március 20-án ő nyújtott át Károlyi Mihály köztársasági elnöknek, s ami miatt a követeléseket elfogadni nem tudó államelnök, valamint a magyar kormány másnap lemondott, szabad utat engedve a Tanácsköztársaság államhatalmi szerveinek.

## Budapesti tevékenysége
Fernand Vix 1898-ban, a 81. évfolyam hallgatójaként végezte el a Saint-Cyr-i Katonai Szakiskolát. Hadnagyi rendfokozattal avatták. A tengerészgyalogsághoz került, ahol különböző beosztásokban szolgált. A francia gyarmati csapatok állományába tartozó vezérkari tiszt, az első világháború végén a francia Keleti Hadsereg Belgrádban állomásozó törzsében szolgált, alezredesi rendfokozatban. 1918. november 26-án este érkezett Budapestre, az antant katonai bizottságának (missziójának) vezetőjeként, amelyet Paul Prosper Henrys tábornok, hadseregparancsnok küldött Magyarországra, azzal a feladattal, hogy ellenőrizze a padovai fegyverszünet és a belgrádi katonai konvenció végrehajtását, illetve előkészítse az ország és a semlegességi övezetek francia megszállását. Vix feladatai közé tartozott továbbá, a magyarországi hírszerzés megszervezése és információk gyűjtése, különös tekintettel a külföldi személyek mozgására, a semleges Svájccal való kapcsolatokra, valamint a kisantant államok tevékenységére.  A misszió zömében franciákból állt, de munkájában részt vettek szerb, angol, olasz és amerikai tisztek is. Biztosításukat egy közel 100 fős francia alegység látta el. 
Noha neve a módosított román-magyar demarkációs vonal leírását tartalmazó 1919. március 20-i jegyzékkel forrt össze, budapesti ténykedése alatt több jegyzéket is továbbított. Ezek közül a legfontosabbak:
- 1918. december 3. – A magyar kormányt a Felvidék kiürítésére felszólító jegyzék;[8]
- 1918. december 23. – Az etnikai határokat feladó, az egész Felvidéket nagyjából a mai magyar-szlovák államhatár vonaláig kiürítendőnek előíró jegyzék;[9]
- 1919. január 27. – Henri Berthelot francia tábornok,[10] és Apáthy István között 1918. december 31-én született egyezményben kialkudott vonalra vonatkozó, utólagosan jóváhagyó jegyzék.[11]

A Tanácsköztársaság kikiáltása után felmerült a misszió vezetőjének és tagjainak internálása. Folyamatosan zaklatták őket, kocsijaikat, fegyvereiket, felszereléseiket elvették, távíró és távbeszélő összeköttetésüket elvágták, Vix Andrássy úti irodáját elfoglalták, szétverték. Végül is március 26-án este, az összes antant-képviselő vonattal hagyhatta el a magyar fővárost Szeged irányába.

## Tevékenységének megítélése
A december 3-i jegyzék átadása után a kezdetben szimpátiával fogadott antant-misszió és annak vezetője ellen fordult a magyar közhangulat. Az újabb és újabb követeléseket átadni kényszerülő tiszt iránti ellenszenvet aztán hosszú időn át táplálták mind a Tanácsköztársaság emigráns politikusai, mind a Horthy-korszak, mind pedig a 2. világháború utáni magyar rezsimek. Francia levéltári kutatások bizonyították, hogy a belgrádi konvenció ellentmondásos végrehajtása, a Balkánon szolgáló francia tábornokok rivalizálása és a kis-antant államok hazánkkal szembeni fokozódó követelései közepette a győztes hatalmakat képviselő, időnként nyersen, katonásan fogalmazó  Vix megpróbált ragaszkodni a konvenció előírásainak betartásához. Jelentéseiben többnyire kiállt Magyarország sürgős francia katonai megszállása és a Károlyi-kormány támogatása mellett, hogy az szembe tudjon szállni a fenyegető bolsevizmussal és az ellenforradalommal, s az ország elkerülhesse a polgárháborút és az anarchiát. A „szívtelen zsarnok” köré font történelmi legenda fokról fokra halványult, hogy végül semmivé váljon. 
Mint a helyszínen tartózkodó, a helyzetet jól ismerő személy, többnyire reálisan értékelte a budapesti helyzetet. Ő maga is felháborodott a túlzott követeléseken, s több alkalommal jelentette felettesének, hogy a magyar kormány tiltakozásai és panaszai a cseh illetve román megszállással kapcsolatban jogosak és megalapozottak.
Miután Csucsa román elfoglalása mellett kardoskodó, a francia Dunai Hadsereg erdélyi ügyeket vizsgáló tábornokának táviratban azt válaszolta, hogy a románok akkor jöhetnek be Csucsára, ha előbb felmutatják Franchet d’Espèrey parancsát, ellenkező esetben a magyar hadsereg tüzet nyit, Patey tábornok és kiküldője, Berthelot tábornok Vix leváltását és áthelyezését követelte. Az a vád is megfogalmazódott ellene, hogy „az ellenség szolgálatában áll.”

## Későbbi tevékenysége
Szolgálatát a háborút követően is javarészt a francia gyarmati csapatoknál töltötte. 1928. február 28-án léptették elő dandártábornokká és nevezték ki a 3. katonai körzet 1. alosztálycsoportjának vezetőjévé (Rouen). 1929–32 között Levantéban szolgált, különféle beosztásokban, 1932 júliusától a levantei csapatok főparancsnokának rendelkezési állományába tartozott. 1933. március 20-án előléptették a gyarmati csapatok hadosztálytábornokává; 1935-ben a 2. szenegáli gyarmati hadosztály parancsnokává nevezték ki.
A második világháború kitörésekor, 1939. szeptember 2. és november 24. között a mozgósítással feltöltött, és az Oise völgyében bevetett 54. gyaloghadosztály parancsnoka lett, majd – betegségére való tekintettel – tartalékállományba helyezték.
Katonai érdemeinek elismeréséül megkapta az első világháborús hadikeresztet, és kinevezték a Francia Becsületrend tisztjévé, majd 1933-ban parancsnokává.
Elzászi szülőfalujában utca őrzi nevét.